# Blanquito
Blanquito es un mimo, pariente del tradicional Pierrot, que representa al hombre de la Nueva Era. Reconstruye eclécticamente las viejas formas de los Lazzi, (término genérico empleado por la comedia dell'Arte en el siglo XVII) para reanimar el juego escénico. El uso de una máscara de color blanco hace que se revaloricen sus movimientos, y provoque en el espectador, como objeto inanimado, cierta inquietud, al mismo tiempo que inspira el humor, la ternura y la confianza. Destaca el virtuosismo con que recrea situaciones, objetos y espacios imaginarios. Caminar, montar en bicicleta, tirar de una cuerda, simular un cristal, son ejercicios cuya corta duración permite ser insertados en cualquier espectáculo de variedades. Pero lo que hace verdaderamente actual a Blanquito no es que sea un Mimo con una técnica refinada y muy depurada, que es la que tiene, sino haber sabido conjugar, a partir de un planteamiento Minimalista, toda latradición de Manierismo pos-renacentista de la Comedia del Arte en un solo personaje. Empleando como elemento de indefinición el uso de una máscara neutra, situándolo así en el no personaje, en la no sicología, en el no sexo, en la no raza, en el no espacio-tiempo, Careciendo por lo tanto de edad; siendo masculino o femenino, niño o adulto, inspirando miedo o confianza, según la situación o el momento que se trate. Esto coloca al personaje del lado de la Nuevo. Blanquito es un personaje innovador y Moderno. Capaz de actuar en cualquier espacio, lugar o parte del mundo.